# Пемфлінг
Пемфлінг (нім. Pemfling) — громада в Німеччині, розташована в землі Баварія. Підпорядковується адміністративному округу Верхній Пфальц. Входить до складу району Кам.
Площа — 44,53 км2. Населення становить 2249 ос. (станом на 31 грудня 2020).